# Nyctalus furvus
Nyctalus furvus е вид бозайник от семейство Гладконоси прилепи (Vespertilionidae). Видът е световно застрашен, със статут Уязвим.

## Разпространение
Разпространен е в Япония.